# 伊丽莎白·科腾
伊丽莎白·科腾（英語：Elizabeth Cotton，1842年12月9日—1922年3月8日），于1842年出生于大洋洲的塔斯曼尼亞州，嫁给英国海军元帅詹姆斯·霍浦爵士。她在1913年移民美国，1922年死于英国。
霍浦夫人是一位狂热的传教士，在美国马萨诸塞州的一次布道中，她讲了达尔文临终向她忏悔的故事。她宣称达尔文表示要重新考虑进化论。基督教教会对此如获至宝，请她撰文发表。这篇她与达尔文的“晤谈纪要”，于1915年发表于美国的一份基督教刊物上，此时距达尔文逝世已有33年之久。达尔文的儿女们当时就拒绝霍浦夫人的不实言论，而历史学家们也不屑于这种不实造谣骗人的行为。

## 引用
1. ↑  Edward Caudill. . Univ. of Tennessee Press. 30 May 2005  [26 August 2012]. ISBN 978-1-57233-452-6. （原始内容存档于2016-02-13）.